# شورای حل اختلاف
شورای حل اختلاف یکی از نهادهایی است که زیر نظر قوه قضائیه ایران فعالیت می‌کند و در تاریخ ۲۰ خرداد ۱۳۹۹ با ادغام مرکز داوری به مرکز توسعه حل اختلاف کشور تغییر نام داده‌ است.
بر اساس بند ۱ ماده ۱۱ شورای حل اختلاف دعواهایی که خواسته یا بهای آن تا سقف ۲۰۰ میلیون ریال باشد در صلاحیت شوراهای حل اختلاف است که البته این مبلغ در روستاها ۲۰ میلیون ریال است.

## صلاحیت
بر اساس قانون شوراهای حل اختلاف که در جلسه مورخ ۱۰ آبان ۱۳۹۴ کمیسیون قضایی و حقوقی مجلس شورای اسلامی طبق اصل هشتاد و پنجم (۸۵) قانون اساسی جمهوری اسلامی ایران تصویب گردیده و مجلس با اجراء آزمایشی آن به مدت سه سال به تأیید شورای نگهبان رسیده، صلاحیت شوراهای حل اختلاف مندرج در مبحث چهارم این قانون به قرار ذیل است:
الف ـ دعاوی مالی راجع به اموال منقول تا سقف دویست میلیون ریال(۲۰،۰۰۰،۰۰۰ میلیون تومان) به‌جز مواردی که در تاریخ لازم‌الاجراء شدن این قانون در دادگستری مطرح می‌باشند.
ب ـ تمامی دعاوی مربوط به تخلیه عین مستأجره به جز دعاوی مربوط به سرقفلی و حق کسب و پیشه
پ ـ دعاوی تعدیل اجاره بها به شرطی که در رابطه استیجاری اختلافی وجود نداشته باشد
ت ـ صدور گواهی حصر وراثت، تحریر ترکه، مهر و موم ترکه و رفع آن
ث ـ ادعای اعسار از پرداخت محکومٌ به در صورتی که شورا نسبت به اصل دعوی رسیدگی کرده باشد
ج ـ دعاوی خانواده راجع به جهیزیه، مهریه و نفقه تا نصاب مقرر در بند (الف) در صورتی که مشمول ماده (۲۹) قانون حمایت خانواده مصوب ۱/۱۲/۱۳۹۱ نباشند.
چ ـ تأمین دلیل
ح ـ جرائم تعزیری که صرفاً مستوجب مجازات جزای‌نقدی درجه هشت باشد.
اعضای شورا باید دارای شرایط زیر باشند:
الف ـ متدین به دین مبین اسلام
ب ـ تابعیت جمهوری اسلامی‌ایران
پ ـ التزام عملی به قانون اساسی جمهوری اسلامی ایران و ولایت مطلقه فقیه
ت ـ حسن شهرت به امانت و دیانت و صحت عمل
ث ـ عدم استفاده از مشروبات الکلی و عدم اعتیاد به مواد مخدر یا روانگردان
ج ـ حداقل سی‌سال سن تمام
چ ـ کارت پایان‌خدمت وظیفه عمومی یا معافیت از آن برای مشمولان
ح ـ حداقل مدرک کارشناسی یا مدرک حوزوی معادل برای تمام اعضای شورای حل اختلاف شهر و در شورای روستا سواد خواندن و نوشتن و ترجیحاً داشتن دیپلم و بالاتر
خ ـ متأهل بودن
دـ سابقه سکونت در حوزه شورا حداقل به مدت شش‌ماه و تداوم سکونت پس از عضویت
ذـ نداشتن سابقه محکومیت مؤثر کیفری و عدم محرومیت از حقوق اجتماعی